# Даниэль Старч
Даниэль Старч (англ. Daniel Starch; 8 марта 1883 года, Ла-Кросс, штат Висконсин — 10 февраля 1979 года, Уайт-Плейнс, штат Нью-Йорк) — один из первых исследователей в области маркетинга, психолог.

## Биография
Даниэль Старч родился 8 марта в Ла-Кроссе, штат Висконсин, в 1883 году. Академическая карьера Старча началась с его окончания в подготовительной школе в 1899 году. В 1903 году Старч окончил колледж Морнингсайд, штат Айова, с бакалавром по психологии и математике. В 1904 году Старч стал самым молодым студентом, получившим степень магистра в Университете Айовы.
Карьера Даниэля Старча началась с преподавания психологии в Государственном университете, далее несколько лет он преподавал в качестве профессора в Гарварде. Во время этого в 1923 году он открывает свою фирму по маркетинговым исследованиям. Выборочные методы при изучении восприятия рекламы и потребительского поведения Старч начал применять ещё 1919 году. 

В 1922 году он разработал процедуру измерения читаемости рекламы, названную им метод опознания (англ. recognition method). Она стала основой измерительной методики, которую он использовал в своей многолетней практике. Старч — первый, кто полноценно озадачился исследованием размера радиоаудитории. Позже открыл «Starch Readership Service», обеспечивающую специалистов в области рекламы необходимыми сведениями о реакции читателей на публикуемую рекламу. Основной задачей компании было издание «Starch Advertising Rating Report», который принимался за базу при расчёте эффективности печатной рекламы.
В середине 1940-х годов Старч начал систематические исследования корреляции между параметрами рекламы и тем, в какой мере она влияет на покупку товара. Ему удалось предложить достаточно простой индикатор эффективности рекламы, и этот результат породил новые термины в маркетинге: англ. to starch означает «измерить эффективность рекламы», англ. starch scores — «показатели эффективности рекламы». Даниэль Старч не раз удостаивался наград за вклад в маркетинговые исследования. В 1951 году его избрали в Маркетинговый Зал Славы при Американской Маркетинговой Ассоциации. В этом же году Старч был награждён премией Паул Д. Конверси за вклад в развитие маркетингового образования.
В творчестве Старча проявляется тот факт, что психология рекламы уже на фазе её становления впитала достижения и опыт педагогической психологии. Принципы и приёмы построения измерительных шкал, способы проверки их работоспособности, которые Старч применял в своих ранних работах по педагогическому измерению, были позже использованы им при изучении читаемости и эффективности рекламы.

## Работы
- Эксперименты в педагогической психологии (1911)
- Реклама: её принципы, практика и техника (1914)
- Принципы рекламы (1923)
- Совместно с Хейзел Марта Стэнтон, Вильгельмина Кёрт, Роджер Бартон: Управление человеческим поведением: первая книга по психологии для студентов колледжа (1936)
- Совместно с Хейзел Марта Стэнтон, Вильгельмина Кёрт: Психология в образовании (1941)
- Измерение рекламной информации и результатов (McGraw-Hill, 1966)
- Взгляд в будущее: как быть прекрасным человеком (Vantage Press, 1973)
- Образовательные измерения
- Как развивать свою исполнительную способность (1943)